# Тимур-Шах Дуррані
Тиму́р-Шах Дуррані (1748 — 18 травня 1793) — другий шах Дурранійської держави, старший син Ахмеда-шаха Дуррані. Правив з 16 жовтня 1772 до своєї смерті 18 травня 1793.

## Життєпис
Народився у місті Мешхеді (Іран). За національністю — пуштун.
У 1757 його батько поставив його правителем Пенджабу й Кашміру, коли йому було лише 9 років. Одружившись з дочкою імператора імперії Великих Моголів Аламгіра II, Тимур-Шах отримав в управління область Сірхінд, але з травня 1757 до квітня 1758 за нього править регент Джахан Хан.
Коли у 1772 він став правителем всієї країни, намісники неохоче підкорялись йому й тому більшу частину свого правління він відновлював єдину владу над державою.
У 1776 переносить столицю Дурранійської держави з Кандагара в Кабул.
Помер 18 травня 1793. Після його смерті правителем став його син, Земан-шах.